# Chanoines réguliers de Saint-Jean-de-Kenty

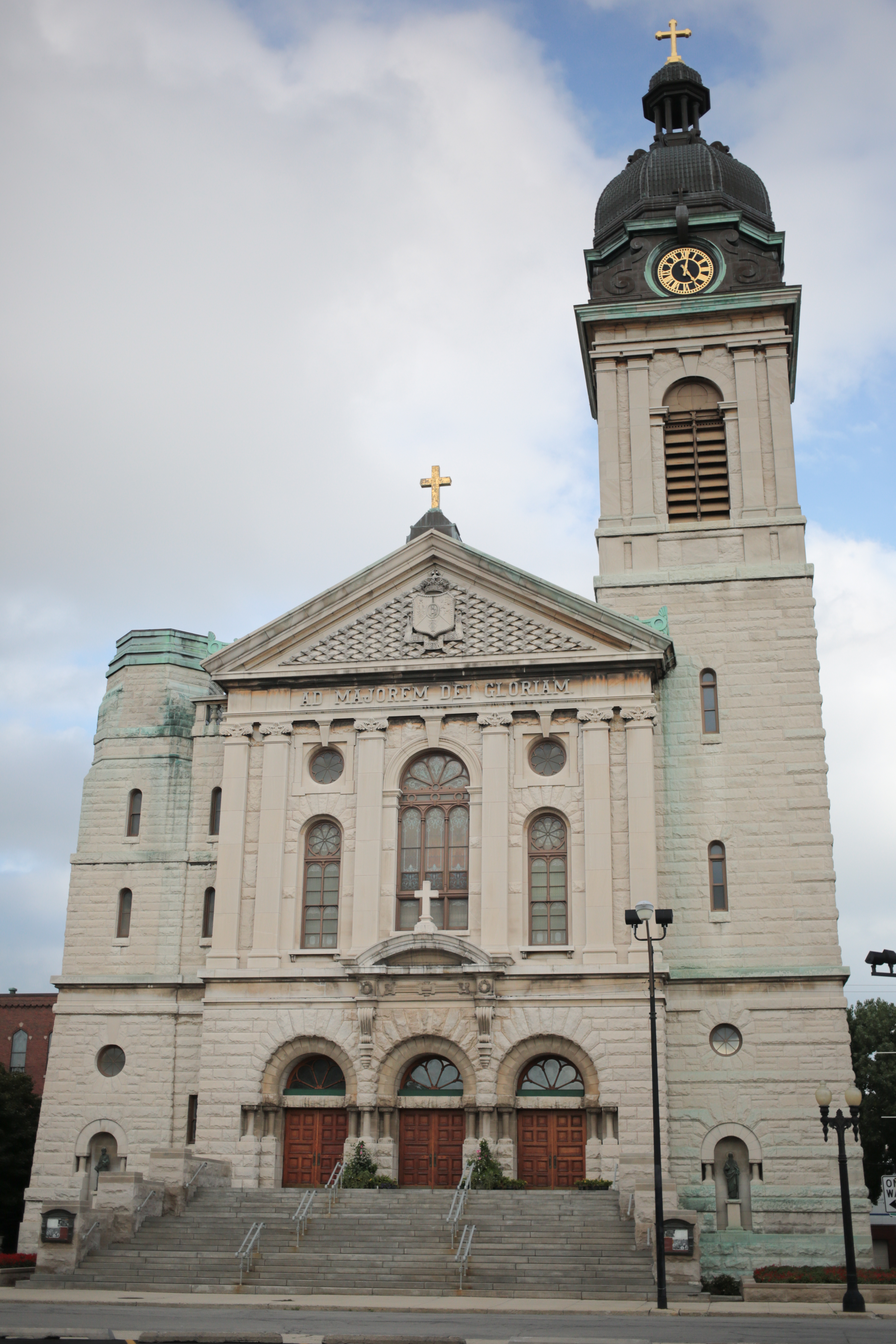
Façade de l'église Saint-Jean-de-Kenty de Chicago.

La communauté des Chanoines réguliers de Saint-Jean-de-Kenty (Canons Regular of St. John Cantius) a été fondée en 1988 par le père Franck Phillips sous le nom de society of St. John Cantius. Elle a été reconnue le 23 décembre 1999 par le cardinal Georges, archevêque de Chicago, comme « association publique de fidèles avec personnalité juridique ». La société prend son nom actuel en 2003, lorsque l'évêque de Chicago approuve les statuts de la communauté, dont l'origine se trouve être à la paroisse Saint-Jean-de-Kenty de Chicago.
Elle a été placée par son fondateur sous le patronage du saint polonais Jean de Kenty.

## La société Saint-Jean-de-Kenty
Cette communauté catholique est vouée à la restauration du sacré dans un contexte paroissial. Sa mission est d'aider les catholiques à redécouvrir le sens du sacré dans la liturgie, les dévotions, les arts sacrés, la musique, ainsi que dans l'éducation à l'héritage chrétien, le catéchisme et la culture catholique.
Composée de membre clercs et de membres laïcs, la devise de la communauté est Instaurare Sacra (restaurer le sacré).
Société reconnue en 1999 comme « association publique de fidèles », ses membres clercs obtiennent le statut d'institut de vie consacrée de droit diocésain en 2003.

## Les chanoines réguliers de Saint-Jean-de-Kenty
Chanoines réguliers selon la règle de saint Augustin, la communauté compte[Quand ?] neuf prêtres et vingt-neuf séminaristes.
Ils emploient pour la messe aussi bien la forme ordinaire (selon le Missel romain actuel) qu'extraordinaire (selon le Missel romain de 1962) et pour l'ordination ils emploient uniquement la forme actuelle : « Dans nos deux paroisses nous offrons aussi bien la forme ordinaire qu'extraordinaire, non seulement le dimanche mais aussi en semaine. Le dimanche, dans notre paroisse principale, nous célébrons même aussi bien la messe basse que la messe solennelle selon la forme extraordinaire. [...] Pour éviter toute polémique à l'intérieur de notre communauté, j'ai décidé de n'utiliser que le nouveau rite pour nos ordinations. Cela nous préservera de futures divisions au sein de nos prêtres ou de nos fidèles. »
Vouée à la restauration du sens du sacré dans la vie chrétienne, la communauté met un accent spécial sur la formation et l'étude des rites sacrés de l'Église latine dans toutes ses formes approuvées.